# Hovelingen
Hovelingen (luxemburgisch Huewelⓘ, französisch Hovelange) ist eine Ortschaft in der Gemeinde Beckerich im Kanton Redingen im Großherzogtum Luxemburg.

## Lage
Hovelingen liegt im Westen Luxemburgs nahe der belgischen Stadt Arlon im Schweicher Tal. Südlich des Ortes erstreckt sich ein großes Waldgebiet. Nachbarorte sind Beckerich im Norden und Elvingen im Osten sowie auf belgischer Seite das kleine Dorf Heckbous. Durch den Ort verläuft die CR 301.

## Allgemeines
Hovelingen ist ein kleines ländliches Dorf, welches im Norden mit Beckerich zusammengewachsen ist.